# Mikalaj Tscharnjak
Mikalaj Tscharnjak (* 16. November 1986) ist ein ehemaliger belarussischer Gewichtheber.

## Karriere
Tscharnjak war 2005 Junioren-Europameister und 2006 Junioren-Vize-Weltmeister. Bei den Aktiven erreichte er bei den Weltmeisterschaften 2006 den fünften Platz in der Klasse bis 77 kg. Bei den Europameisterschaften 2007 wurde er Vierter im Zweikampf und gewann Bronze im Reißen. Bei den Weltmeisterschaften im selben Jahr war er Achter. Nach einer längeren Pause trat er international erst 2009 wieder in Erscheinung. Bei den Europameisterschaften gewann er die Goldmedaille und bei den Weltmeisterschaften wurde er Neunter. 2010 war er bei den Europameisterschaften Dritter. Allerdings wurde er bei der Dopingkontrolle positiv auf Mesterolon getestet und für zwei Jahre gesperrt.